# Gracia Baur
Gracia Baur (München-Neuperlach, 18 november 1982), beter bekend als Gracia, is een Duitse zangeres.

## Haar jeugd
Gracia Baur heeft een twee-eiige tweelingzus Patricia. Beiden werden ze vernoemd naar Gracia Patricia van Monaco, die enkele weken voor hun geboorte overleden was. Toen ze 14 was nam ze zanglessen en al op haar 16e stond ze in een opnamestudio. In 2000 bereikte ze de tweede ronde van de castingshow Popstars maar faalde daarin volledig toen ze haar tekst vergat. In de zomer van hetzelfde jaar richtte ze samen met gitarist Werner Thiessen het duo Sunbow op en beiden traden als straatmuzikanten op.
In 2002/2003 nam ze deel aan Deutschland sucht den Superstar, de Duitse versie van Idols, ze behaalde er de 5e plaats. In 2005 vertegenwoordigde ze Duitsland op het Eurovisiesongfestival met het liedje Run & hide, geproduceerd en gecomponeerd door David Brandes. Na de Duitse nationale preselecties voor het Eurovisiesongfestival werd duidelijk dat Brandes duizenden exemplaren van zijn eigen cd’s had opgekocht om de hitlijsten te beïnvloeden. In tegenstelling tot de Zwitserse inzending voor het songfestival, Vanilla Ninja, wiens single ook geproduceerd was door Brandes, besliste Gracia om haar samenwerking met de controversiële figuur van Brandes toch voort te zetten. Run & hide, een modern poprocknummer met veel synthesizergeweld, kon het niet waarmaken op het Eurovisiesongfestival en strandde op een 24e stek.
Singles
I don't think so
Duitsland: 3 – 28.07.2003 – 11 weken
Oostenrijk: 20 – 27.07.2003 – 9 weken
Zwitserland: 12 – 27.07.2003 – 10 weken
I believe in miracles
Duitsland: 15 – 06.10.2003 – 9 weken
Oostenrijk: 56 – 12.10.2003 – 4 weken
Zwitserland: 42 – 05.10.2003 – 5 weken
Run & Hide
Duitsland: 20 – 14.02.2005 – 9 weken
Oostenrijk: 57 – 20.02.2005 – 2 weken
When the last tear's been dried
Duitsland: 32 – 14.11.2005 
Albums
Intoxicated
Duitsland: 10 – 27.10.2003 – 5 weken
Zwitserland: 67 – 26.10.2003 – 3 weken

## Discografie
- We have a dream, 23 juli 2002 (Single – DsdS)
- United, 10 februari 2003 (Album – DsdS)
- I Don't Think So!, 14 juli 2003 (Single)
- I Believe In Miracles, 22 september 2003 (Single)
- Intoxicated, 13 oktober 2003 (Album)
- Will you love me tomorrow, 12 maart 2004 (Best Of Mania/RTL)
- Götter der Ewigkeit, 22 maart 2004 (Soundtrack Bärenbrüder)
- Don't Close Your Eyes, 22 november 2004 (Single)
- Run & Hide, 31 januari 2005 (Single)
- When The Last Tear's Been Dried, 28 oktober 2005 (Single)
- Passion [Enhanced], 25 november 2005 (Album)

## Filmografie
- 2003 Gastrol in Gute Zeiten, Schlechte Zeiten
- 2004 Gastrol in St. Angela